# Geografia Ugandy

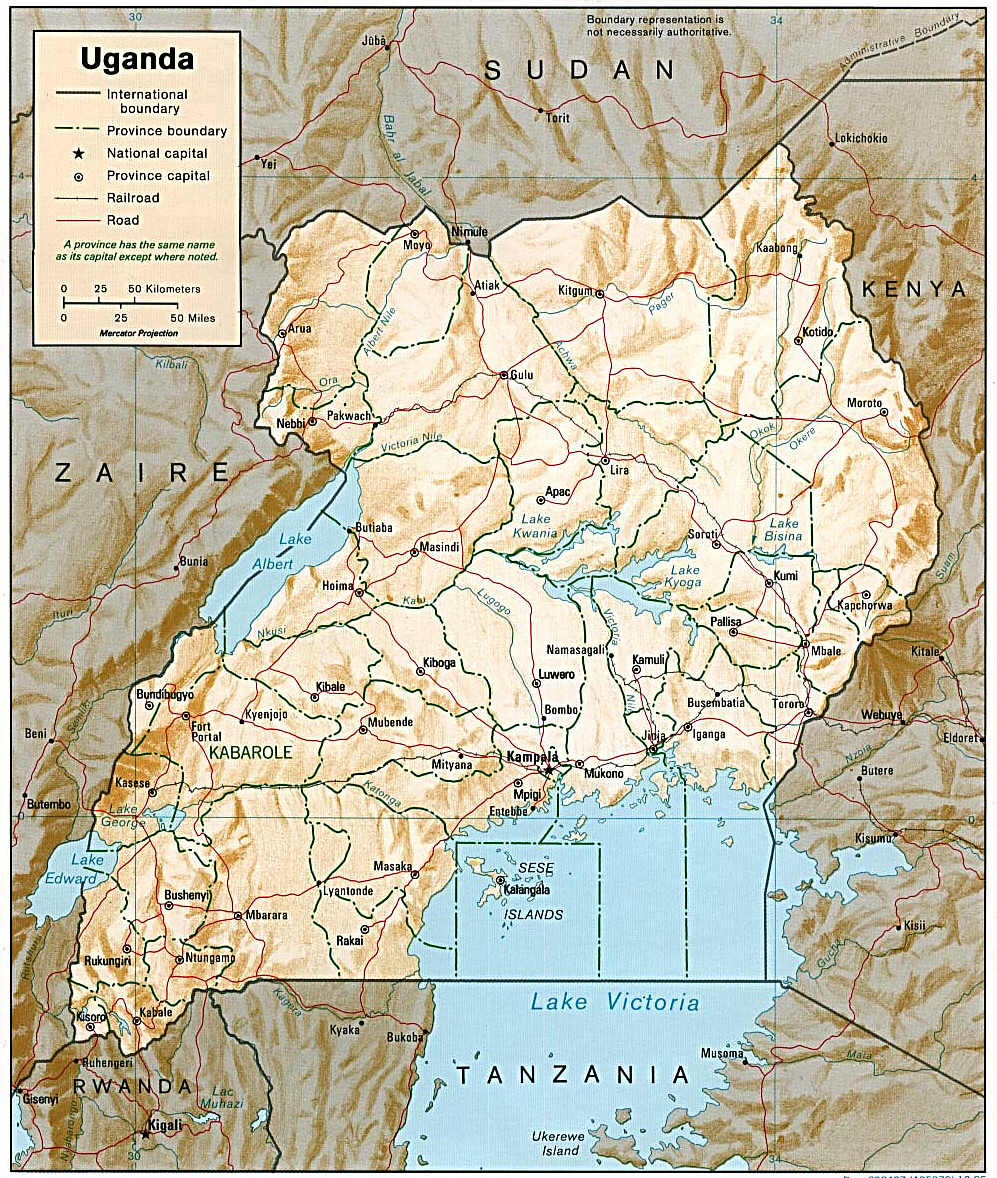
Mapa Ugandy

Uganda - jest niewielkim państwem położonym w Afryce Wschodniej. Obecnie kraj zaliczany jest do najbiedniejszych państw świata.

## Powierzchnia, położenie i granice
Powierzchnia - 236 036 km²	
Położenie - Uganda leży nad brzegami Jeziora Wiktorii, którego wody stanowią południowo-wschodnią granicę kraju. Skrajne punkty - północny 4°13'N, południowy 1°28'S, zachodni 29°36'E, wschodni 35°09'E. Rozciągłość południkowa wynosi 580 km, a równoleżnikowa 590 km.
Uganda graniczy z następującymi państwami:
- Kenia - 933 km
- Rwanda - 169 km
- Sudan Południowy - 435 km
- Tanzania - 396 km
- Demokratyczna Republika Konga - 765 km

Uganda nie ma dostępu do morza. Jej wschodnie granice leżą około 1000 km od Oceanu Indyjskiego.

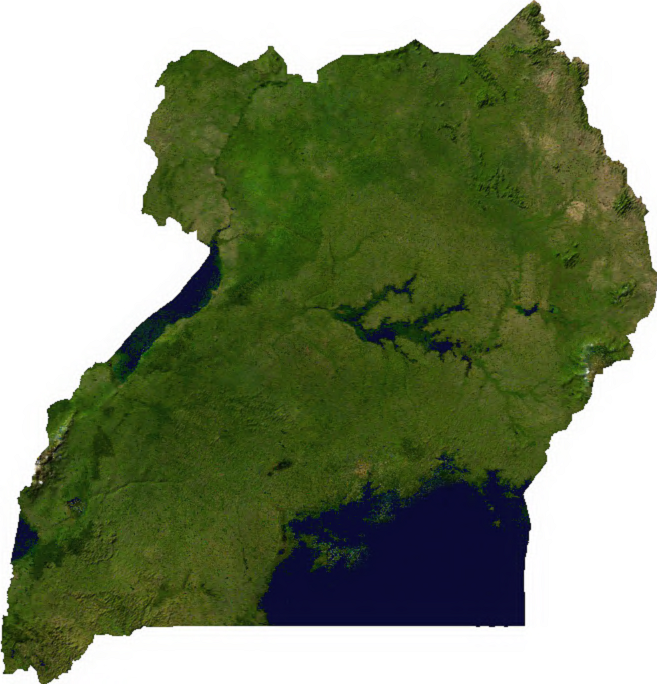
Mapa satelitarna Ugandy

## Budowa geologiczna i rzeźba
Uganda jest jednym z najwyżej położonych państw Afryki. Zdecydowana większość kraju leży w północno-zachodniej części prekambryjskiej Wyżyny Wschodnioafrykańskiej. Obszar ten zbudowany jest głównie z gnejsów, łupków i kwarcytów, wraz z intruzjami granitowymi. 
W zasadzie cały kraj jest wyżynny ze średnią wysokością 1500 m n.p.m. Obszar wyżynny stopniowo obniża się ku południu w kierunku kotliny Jeziora Wiktorii. W zachodniej części Ugandy Wyżyna Wschodnioafrykańska urywa się gwałtownie i przechodzi w tektoniczny Rów Środkowoafrykański. Znajdują się tam dwa duże jeziora, pomiędzy którymi wznosi się zrębowy masyw Ruwenzori. Najwyższym szczytem tych gór i całej Ugandy jest Szczyt Małgorzaty o wysokości 5109 m n.p.m.
Poza wyżej wymienioną górą, w Ugandzie znajdują się inne obszary górskie. Drugim co do wielkości obszarem górskim jest masyw wulkaniczny z wysokim na 4127 m n.p.m. wygasłym wulkanem - Elgon. Stożek położony jest tuż przy granicy z Kenią, na wschodnim krańcu Ugandy.  
Sama wyżyna jest porozcinana wysoko położonymi dolinami, oraz górami wyspowymi. Poza obniżeniem Rowu Środkowoafrykańskiego, na północnym zachodzie kraju leży dolina Nilu Alberta.

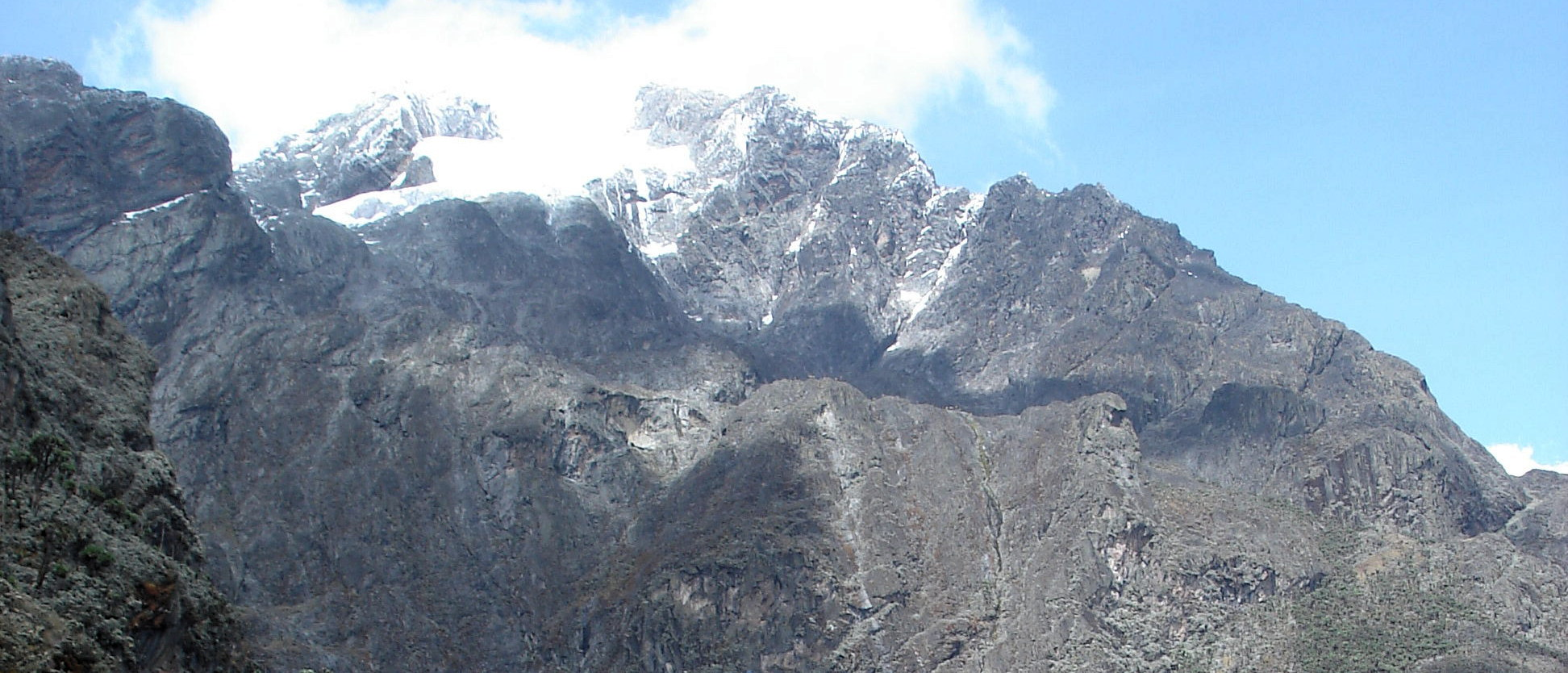
Szczyt Małgorzaty

## Klimat
Uganda leży w strefie klimatu podrównikowego wilgotnego. Występuje wyraźna pora sucha - w centralnej części kraju trwa ona dwa miesiące, natomiast na północnych krańcach wydłuża się do czterech miesięcy. Z reguły okres bezdeszczowy w Ugandzie trwa około trzech miesięcy. Podobnie jest na południowych krańcach kraju, gdzie pora sucha trwa trzy miesiące. To oznacza, że przez większą część roku występują opady. Deszcze nie są jednak tak częste jak w klimacie równikowym.
Najwięcej deszczu spada na wybrzeżu Jeziora Wiktorii - do 2000 mm rocznie. Jednak na północnym wschodzie kraju wysokość opadów wynosi już tylko 750 mm. Średni roczny opad dla całego kraju to około 1200-1400 mm. 
Średnie wartości temperatur w południowej części kraju wahają się od 20 do 22 °C, a na północy kraju od 24 do 26 °C. W czasie pory suchej wartości te dochodzą do 29 °C. W wielu miejscach kraju wysokość wpływa na obniżenie temperatur. W górach temperatury spadają nawet do 10 °C.

## Wody
Uganda, dzięki płynącej przez ten kraj rzece Nil, leży w obszarze zlewiska Morza Śródziemnego. Głównymi rzekami kraju są Katonga i  Mayanja, oraz wypływający z Jeziora Alberta - Nil Alberta. Nil Alberta jest rzeką, która jako Nil Górski na obszarze Sudanu wpada do Nilu Białego.

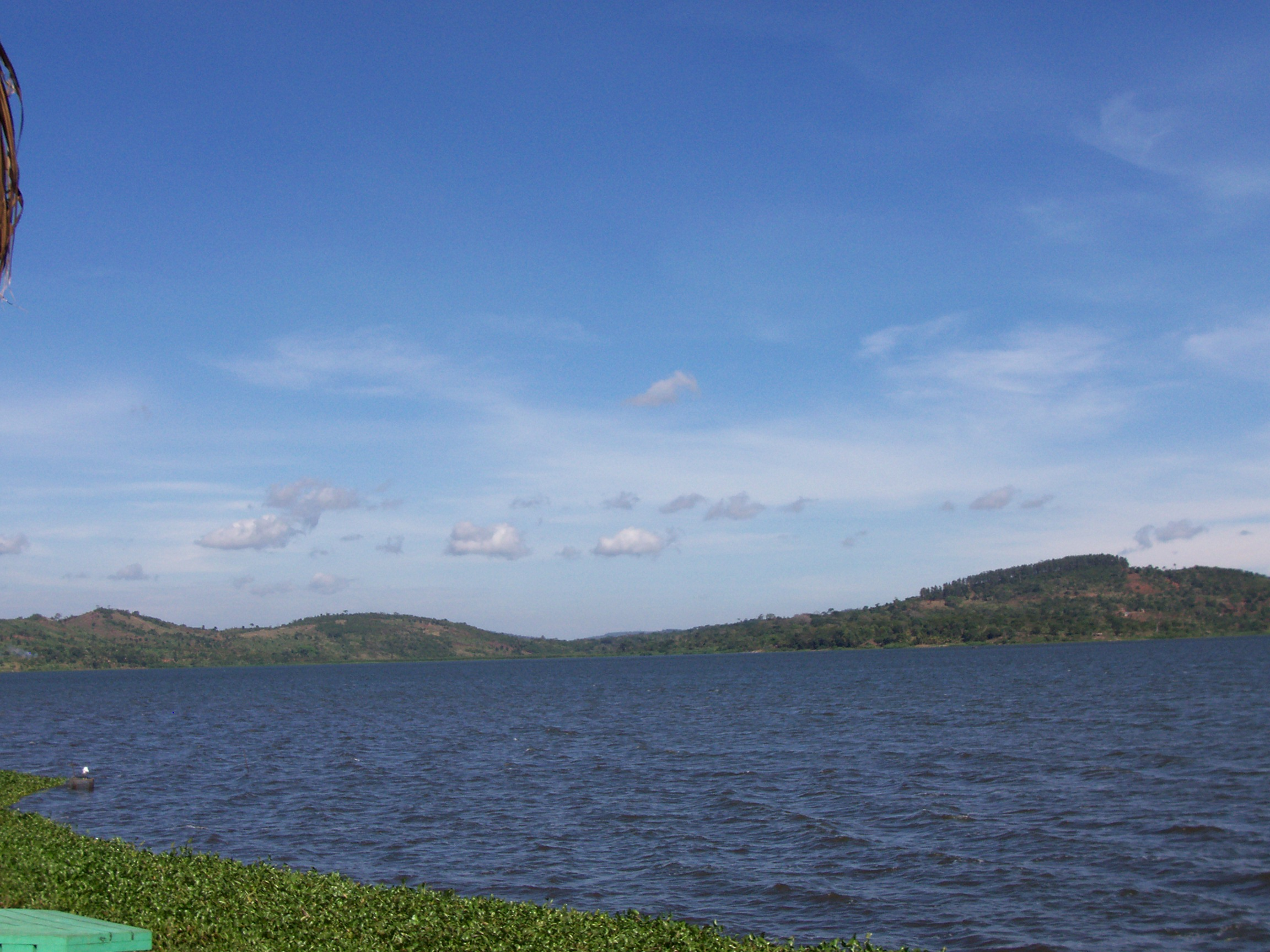
Jezioro Wiktorii

Wyżyna Wschodnioafrykańska jest rozcięta wypływającym z Jeziora Wiktorii - Nilem Wiktorii. Rzeka ta płynąc na północ, rozlewa się tworząc otoczone bagnami jezioro Kioga o powierzchni 1 216 km². Jezioro to jest głębokie na zaledwie trzy metry i cechuje się zmiennymi stanami wód. Nil Wiktorii wypływa z jeziora Kioga i po drodze tworzy dwa wodospady: Karuma Falls i Murchison Falls. Nil Wiktorii spływa na dno Rowu Środkowoafrykańskiego i wpada do Jeziora Alberta. 
Uganda jest bardzo zasobna w jeziora. Największym z nich poza Jeziorem Wiktorii jest Jezioro Alberta, które leży na dnie rowu tektonicznego, na granicy Ugandy i Demokratycznej Republiki Konga. Ma powierzchnię 5600 km², a jego głębokość maksymalna wynosi 58 m. Lustro wody leży na wysokości 619 m n.p.m. Do innych dużych jezior Ugandy należą: Jezioro Edwarda, leżące w Rowie Środkowoafrykańskim, mające powierzchnię 2150 km², oraz Jezioro Jerzego leżące w pobliżu Jeziora Edwarda, o powierzchni lustra 470 km².
Sieć rzeczna kraju jest zasobna w wody. Uganda posiada gęstą sieć rzek na południu, gdzie wszystkie rzeki są stałe. Na północy cieków wodnych jest mniej, a większość wód cechuje się dużymi wahaniami stanów wód. W północno-wschodniej części kraju, rzeki mają charakter okresowy, z których część spływa do bezodpływowego Jeziora Rudolfa.

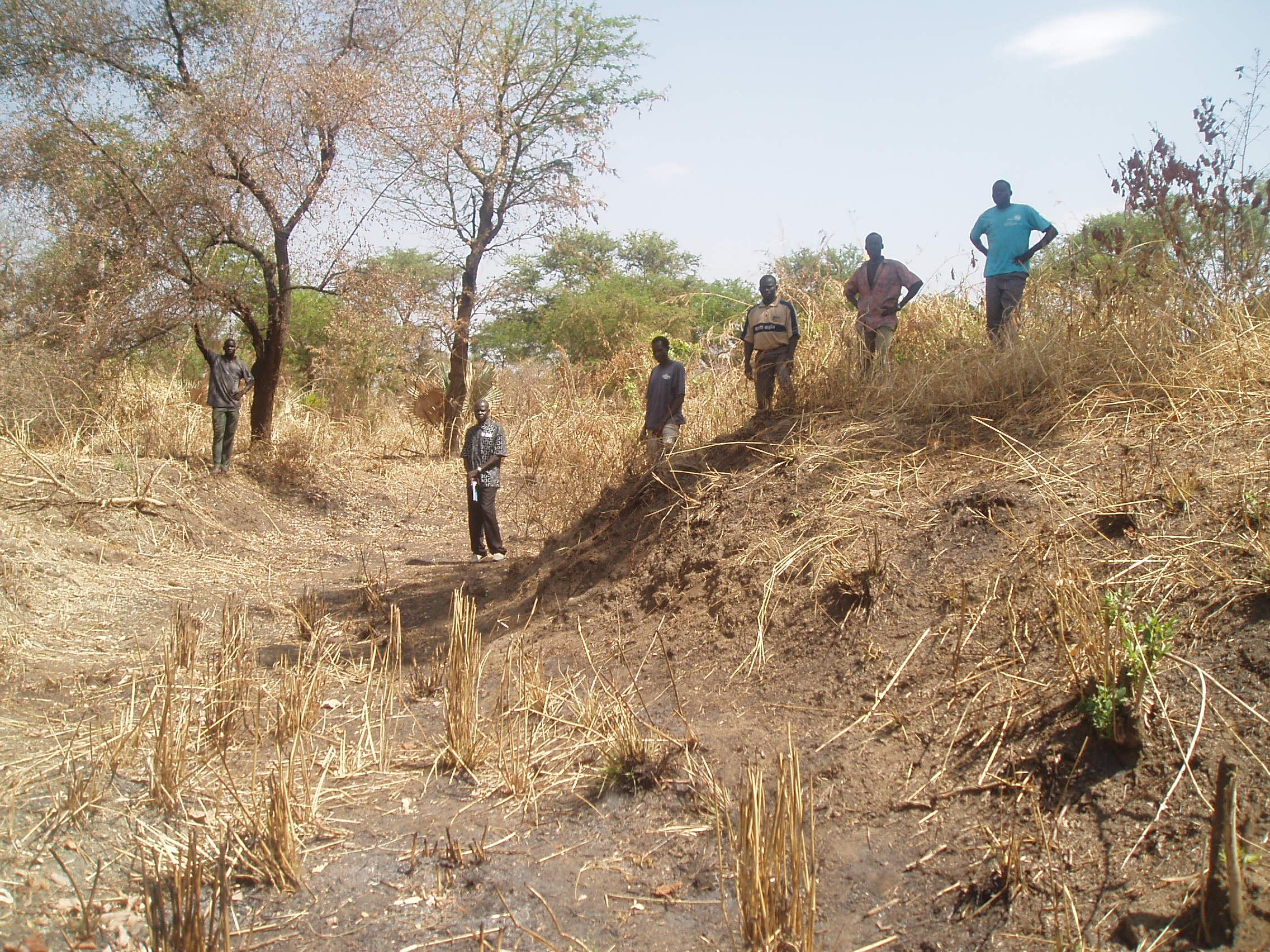
Sawanna w północno-wschodniej części kraju.

## Gleby
W Ugandzie przeważają gleby ferralitowe, a w dolinach rzek gleby glejowe, zwane też glejsolami. W południowo-zachodniej części kraju występują przeważnie tropikalne żółtoziemy - arkisole. Wszystkie te rodzaje gleb mają niski poziom żyzności. Najżyźniejsze gleby Ugandy to czerwonej barwy nitosole, które uformowały się na młodych skałach wulkanicznych. Gleby te zajmują niewielką część Ugandy. Są to przede wszystkim stoki wygasłego wulkanu Elgon, a poza nim gleby te występują w dolinie Nilu Alberta.

## Flora
Ze względu na średnią wysokość nad poziomem morza przeważającą w Ugandzie formacją roślinną są sawanny. Południe kraju jest porośnięte wilgotną, wysokotrawiastą sawanną z dużą liczbą drzew. Im dalej na północ, a zwłaszcza na północny wschód, tym sawanna staje się coraz bardziej sucha i uboga. Na północnym wschodzie Ugandy rośnie sawanna typu sudańskiego z niskimi trawami i niewielkim zagęszczeniem drzew, głównie baobabów i akacji. Powszechne w Ugandzie są także rosnące różne gatunki palm.
Południe kraju, a w szczególności w południowo-zachodniej części kraju i nad Jeziorem Wiktorii rosną widne lasy tropikalne z gatunkami drzew, które zrzucają liście w porze suchej. Obszary stoków górskich porośnięte są wilgotnymi lasami tropikalnymi. W górach występuje piętrowość klimatyczna. Wyższe partie gór, pozbawione drzew, są porośnięte roślinnością afroalpejską. Lasy tropikalne rosną także na zachodnich krańcach kraju, w dolinie Rowu Środkowoafrykańskiego. 
Powierzchnia lasów w Ugandzie została zmniejszona w wyniku działalności człowieka. Obecnie lasy zajmują jedną czwartą powierzchni kraju. Wiele obszarów zostało zastąpionych przez różnych rodzajów użytki rolne.

## Fauna

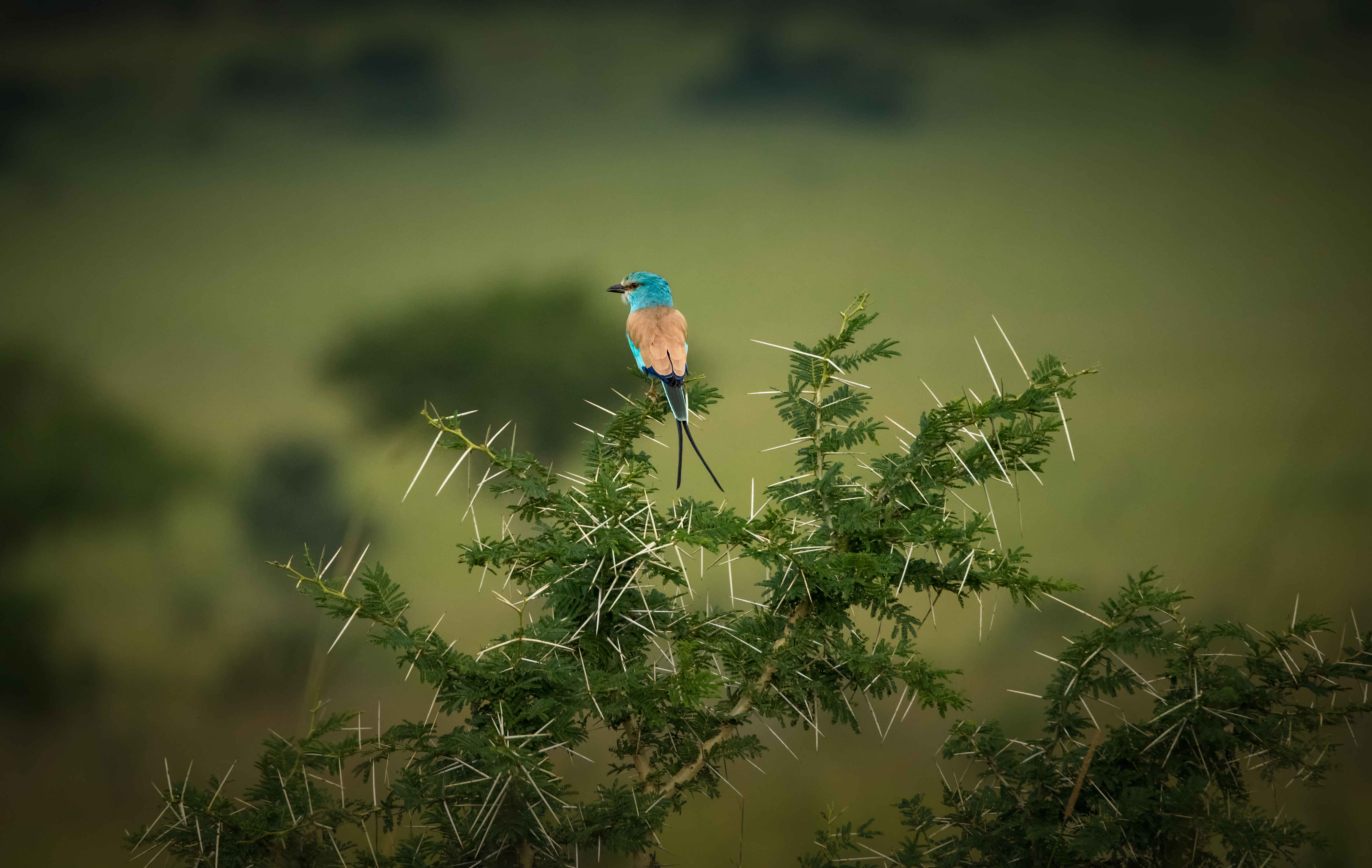
Kraska abisyńska w Ugandzie.

Jeszcze w XIX w. świat zwierząt w Ugandzie był bardzo bogaty, zarówno w liczbę gatunków jak i liczebność sztuk. W wyniku działań ludzkich w XX w., a zwłaszcza podczas wojny domowej (odstrzał w celach aprowizacyjnych), świat zwierząt uległ znacznemu wyniszczeniu. Najmniej ucierpiały żyjące nad wodami hipopotamy i krokodyle. W górach Wirunga znajduje się jedno z ostatnich miejsc występowania goryla górskiego. 
Uganda reprezentuje typowy dla sawann zwierzyniec, głównie antylopy, żyrafy, bawoły i wielkie koty, takie jak lwy i gepardy. Z ptaków powszechne są strusie i flamingi żyjące nad wodami jezior. Świat ptaków w porównaniu z liczbą gatunków ssaków jest o wiele bogatszy. W Ugandzie istnieje 1061 gatunków ptactwa. Jednym z ważniejszych przedstawicieli ptaków jest koronnik szary, będący symbolem kraju widniejącym na godle Ugandy obok gazeli. Ciekawym gatunkiem jest także żyjący nad wodami trzewikodziób, z charakterystycznym dziobem. W wodach wielkich jezior żyje stosunkowo mała liczba gatunków ryb, głównie są to okoń nilowy i sum. 
W Ugandzie znajdują się 32 obszary ustawowo chronione, których łączna powierzchnia to 8% ogólnej powierzchni kraju. W Ugandzie istnieje siedem parków narodowych. Najważniejsze z nich to: Park Narodowy Wirunga i Park Narodowy Kabalega Falls.